# 彭布羅克堂區

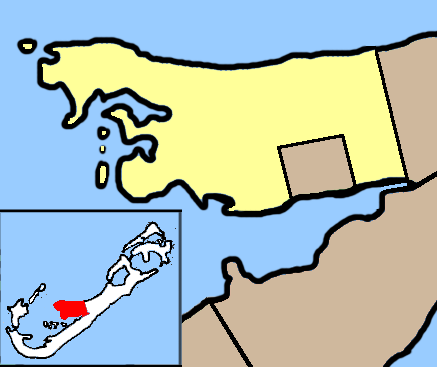
彭布羅克堂區在百慕達的位置

彭布羅克堂區（英語：Pembroke Parish）是百慕達的九個堂區之一，以英國貴族威廉赫伯特彭布羅克三世伯爵（1580年至1630年）之名命名 。
彭布羅克堂區由百慕達群島主要島嶼中部北方向西方伸出海岸，三面包圍漢密爾頓（Hamilton），佔地約6平方公里。

## 自然景觀
- 彭布羅克堂區東部於1999年5月11日被列入湿地公约重要濕地。

## 外部連結
- 百慕達線上網站 （页面存档备份，存于）

32°17′50″N 64°46′50″W / 32.29722°N 64.78056°W